# Championnat du Nicaragua de football 2013-2014
Navigation
Saison précédente Saison suivante
La Primera División 2013-2014 est la soixante-et-onzième édition de la première division nicaraguayenne.
Lors de ce tournoi, le Real Estelí FC a conservé son titre de champion du Nicaragua face aux sept meilleurs clubs nicaraguayens.
La saison était divisée en deux tournois, l'Apertura et le Clausura, le Real Estelí FC ayant remporté les deux tournois, il a été sacré champion sans disputer la finale du championnat.
Lors du premier tournoi, chacun des huit clubs participant était confronté deux fois aux sept autres équipes. Puis les quatre meilleurs se sont affrontés lors d'une phase finale à la fin de la saison.
Lors du second tournoi, des huit clubs participant était confronté deux fois aux sept autres équipes. Puis les quatre meilleurs se sont affrontés lors d'une phase finale à la fin de la saison.
Seulement une place était qualificative pour la Ligue des champions de la CONCACAF.

## Les 10 clubs participants
| \| Managua : Juventus Managua Deportivo Walter Ferreti Managua FC Managua Chinandega FC Deportivo Ocotal Diriangén FC Real Estelí FC Municipal Jalapa Real Madriz FC San Marcos \| Localisation des clubs engagés dans le championnat. |
| Managua : Juventus Managua Deportivo Walter Ferreti Managua FC Managua Chinandega FC Deportivo Ocotal Diriangén FC Real Estelí FC Municipal Jalapa Real Madriz FC San Marcos                                                           |

Ce tableau présente les huit équipes qualifiées pour disputer le championnat 2013-2014. On y trouve le nom des clubs, le nom des stades dans lesquels ils évoluent ainsi que la capacité et la localisation de ces derniers.
| Club                     | Stade                                        | Capacité          | Ville      |
| Chinandega FC (en)       | Stade inconnu                                | Capacité inconnue | Chinandega |
| Municipal Jalapa (en)    | Stade Alejandro Ramos                        | 1 000             | Jalapa     |
| Deportivo Ocotal (en)    | Stade Roy Fernandez Bermuda                  | 3 000             | Ocotal     |
| Diriangén FC             | Stade Cacique Diriangén                      | 7 500             | Diriamba   |
| Juventus Managua         | Stade Olympique de l'Indépendance de Managua | 8 000             | Managua    |
| Managua FC (en)          | Stade Olympique de l'Indépendance de Managua | 8 000             | Managua    |
| Real Estelí FC           | Stade de l'Indépendance                      | 4 800             | Estelí     |
| Real Madriz              | Stade Augusto Cesar Mendoza                  | 3 000             | Somoto     |
| FC San Marcos            | Stade olympique de San Marcos                | 3 000             | San Marcos |
| Deportivo Walter Ferreti | Stade Olympique de l'Indépendance de Managua | 8 000             | Managua    |

## Tournoi Apertura
Le tournoi Apertura se déroule de la façon suivante, en deux phases :
- La phase régulière : les dix-huit journées de championnat.
- La phase finale : les matchs aller-retour allant des demi-finales à la finale.

### Phase régulière
Lors de la phase régulière les dix équipes affrontent à deux reprises les neuf autres équipes selon un calendrier tiré aléatoirement.
Les quatre meilleures équipes sont directement qualifiées pour la seconde phase.
Le classement est établi sur le barème de points classique (victoire à 3 points, match nul à 1, défaite à 0).
Le départage final se fait selon les critères suivants :
- Le nombre de points.
- La différence de buts générale.
- Le nombre de buts marqué.

#### Classement
| Rang | Équipe                   | Pts | J  | G  | N | P  | Bp | Bc | Diff |
| ---- | ------------------------ | --- | -- | -- | - | -- | -- | -- | ---- |
| 1    | Real Estelí FC T         | 40  | 18 | 12 | 4 | 2  | 36 | 12 | +24  |
| 2    | Diriangén FC             | 34  | 18 | 10 | 4 | 4  | 26 | 17 | +9   |
| 3    | Deportivo Walter Ferreti | 33  | 18 | 10 | 3 | 5  | 27 | 20 | +7   |
| 4    | Managua FC (en)          | 31  | 18 | 8  | 7 | 3  | 25 | 14 | +11  |
| 5    | Municipal Jalapa (en)P   | 28  | 18 | 7  | 7 | 4  | 25 | 28 | -3   |
| 6    | Deportivo Ocotal (en)    | 24  | 18 | 5  | 9 | 4  | 26 | 21 | +5   |
| 7    | Juventus Managua         | 18  | 18 | 4  | 6 | 8  | 20 | 30 | -10  |
| 8    | Chinandega FC (en)       | 13  | 18 | 3  | 4 | 11 | 22 | 36 | -14  |
| 9    | FC San Marcos P          | 12  | 18 | 3  | 3 | 12 | 25 | 36 | -11  |
| 10   | Real Madriz P            | 12  | 18 | 3  | 3 | 12 | 17 | 39 | -22  |

| Légende : Qualifications et relégations | Légende : Qualifications et relégations          |
| --------------------------------------- | ------------------------------------------------ |
|                                         | Qualifié pour la seconde phase                   |
|                                         | T Tenant du titre P Promu de la saison 2012-2013 |

#### Matchs
| Résultats (▼dom., ►ext.)                                   | Jal | Chi | Dir | Juv | Man | Oco | Est | Mad | SMa | Wal |
| Municipal Jalapa (en)                                      |     | 1-0 | 3-1 | 1-1 | 1-1 | 1-1 | 0-0 | 2-1 | 2-1 | 0-0 |
| Chinandega FC (en)                                         | 4-5 |     | 0-0 | 2-0 | 2-1 | 1-2 | 0-2 | 2-2 | 1-2 | 1-1 |
| Diriangén FC                                               | 2-0 | 3-1 |     | 1-0 | 0-0 | 1-1 | 1-2 | 1-0 | 5-3 | 2-1 |
| Juventus Managua                                           | 1-1 | 3-2 | 1-1 |     | 1-0 | 0-0 | 2-2 | 1-0 | 2-1 | 1-4 |
| Managua FC (en)                                            | 2-0 | 4-0 | 1-0 | 1-1 |     | 3-3 | 1-0 | 1-0 | 2-1 | 1-2 |
| Deportivo Ocotal (en)                                      | 3-1 | 0-0 | 1-2 | 4-1 | 0-0 |     | 1-1 | 4-0 | 1-0 | 1-2 |
| Real Estelí FC                                             | 4-0 | 4-1 | 3-2 | 2-1 | 1-1 | 3-0 |     | 3-0 | 3-0 | 3-0 |
| Real Madriz                                                | 2-2 | 3-1 | 0-4 | 3-1 | 0-2 | 3-2 | 0-1 |     | 1-1 | 2-3 |
| FC San Marcos                                              | 2-3 | 1-3 | 0-2 | 3-2 | 1-1 | 2-2 | 1-2 | 5-0 |     | 1-3 |
| Deportivo Walter Ferreti                                   | 1-2 | 2-1 | 0-1 | 2-1 | 1-3 | 0-0 | 1-0 | 3-0 | 1-0 |     |
| - Victoire à domicile - Match nul - Victoire à l'extérieur |     |     |     |     |     |     |     |     |     |     |

### La Phase Finale
Lors de cette édition, la seconde phase du championnat a changé de format, les quatre équipes qualifiées sont désormais réparties dans un tableau final d'après leur classement général.
En cas d'égalité sur la somme des deux matchs, c'est l'équipe ayant marqué le plus de buts à extérieur qui l'emporte puis une prolongation et une séance de tirs au but ont éventuellement lieu.

#### Tableau
|  |                          |            |                          |            |                |     |   |        |        |        |        |        |
|  | 1/2 finale               | 1/2 finale | 1/2 finale               | 1/2 finale | 1/2 finale     |     |   | Finale | Finale | Finale | Finale | Finale |
|  |                          |            |                          |            |                |     |   |        |        |        |        |        |
|  |                          |            |                          |            |                |     |   |        |        |        |        |        |
|  | Real Estelí FC           | (1)        | 2                        | 2          |                |     |   |        |        |        |        |        |
|  | Real Estelí FC           | (1)        | 2                        | 2          |                |     |   |        |        |        |        |        |
|  | Managua FC (en)          | (4)        | 0                        | 1          |                |     |   |        |        |        |        |        |
|  | Managua FC (en)          | (4)        | 0                        | 1          | Real Estelí FC | (1) | 0 | 1      |        |        |        |        |
|  |                          |            |                          |            |                | (1) | 0 | 1      |        |        |        |        |
|  |                          |            | Deportivo Walter Ferreti | (3)        | 0              | 0   |   |        |        |        |        |        |
|  | Diriangén FC             | (2)        | Deportivo Walter Ferreti | (3)        | 0              | 0   | 0 | 1      |        |        |        |        |
|  | Diriangén FC             | (2)        |                          |            |                |     | 0 | 1      |        |        |        |        |
|  | Deportivo Walter Ferreti | (3)        | 1                        | 1          |                |     |   |        |        |        |        |        |
|  | Deportivo Walter Ferreti | (3)        | 1                        | 1          |                |     |   |        |        |        |        |        |

#### Demi-finales
| Club           | Aller | Retour | Club                     | Commentaire |
| Real Estelí FC | 2-0   | 2-1    | Managua FC (en)          |             |
| Diriangén FC   | 0-1   | 1-1    | Deportivo Walter Ferreti |             |

#### Finale
| Match aller      | Deportivo Walter Ferreti | 0:0   | Real Estelí FC | Stade national Dennis Martínez |                          |
| 23 novembre 2013 |                          | (0:0) |                | Arbitrage : Oscar Davila       | Arbitrage : Oscar Davila |

| Match retour     | Real Estelí FC | 1:0 | Deportivo Walter Ferreti | Stade de l'Indépendance |  |
| 30 novembre 2013 | Buteur inconnu |     |                          |                         |  |

## Tournoi Clausura
Le tournoi Clausura se déroule de la même façon que les tournois saisonniers précédents, en deux phases :
- La phase régulière : les dix-huit journées de championnat.
- La phase finale : les matchs aller-retour allant des demi-finales à la finale.

### Phase régulière
Lors de la phase régulière les dix équipes affrontent à deux reprises les neuf autres équipes selon un calendrier tiré aléatoirement.
Les quatre meilleures équipes sont directement qualifiées pour la seconde phase.
Le classement est établi sur le barème de points classique (victoire à 3 points, match nul à 1, défaite à 0).
Le départage final se fait selon les critères suivants :
- Le nombre de points.
- La différence de buts générale.
- Le nombre de buts marqué.

#### Classement
| Rang | Équipe                   | Pts | J  | G  | N | P  | Bp | Bc | Diff |
| ---- | ------------------------ | --- | -- | -- | - | -- | -- | -- | ---- |
| 1    | Real Estelí FC T         | 39  | 18 | 11 | 6 | 1  | 31 | 9  | +22  |
| 2    | Diriangén FC             | 33  | 18 | 8  | 9 | 1  | 27 | 15 | +12  |
| 3    | Deportivo Walter Ferreti | 32  | 18 | 9  | 5 | 4  | 39 | 17 | +22  |
| 4    | Managua FC (en)          | 27  | 18 | 7  | 6 | 5  | 34 | 25 | +9   |
| 5    | Real Madriz P            | 27  | 18 | 8  | 3 | 7  | 28 | 30 | -2   |
| 6    | Juventus Managua         | 25  | 18 | 6  | 7 | 5  | 25 | 21 | +4   |
| 7    | Deportivo Ocotal (en)    | 18  | 18 | 4  | 6 | 8  | 20 | 30 | -10  |
| 8    | FC San Marcos P          | 17  | 18 | 4  | 5 | 9  | 25 | 36 | -11  |
| 9    | Municipal Jalapa (en)P   | 12  | 18 | 2  | 6 | 10 | 15 | 33 | -18  |
| 10   | Chinandega FC (en)       | 10  | 18 | 1  | 7 | 10 | 19 | 46 | -27  |

| Légende : Qualifications et relégations | Légende : Qualifications et relégations          |
| --------------------------------------- | ------------------------------------------------ |
|                                         | Qualifié pour la seconde phase                   |
|                                         | T Tenant du titre P Promu de la saison 2012-2013 |

#### Matchs
| Résultats (▼dom., ►ext.)                                   | Jal | Chi  | Dir | Juv | Man | Oco | Est | Mad | SMa | Wal |
| Municipal Jalapa (en)                                      |     | 1-0  | 1-1 | 2-2 | 0-0 | 0-0 | 1-2 | 1-2 | 2-1 | 1-2 |
| Chinandega FC (en)                                         | 1-0 |      | 0-1 | 2-2 | 1-4 | 1-1 | 2-2 | 2-3 | 2-2 | 0-3 |
| Diriangén FC                                               | 3-1 | 2-2  |     | 1-1 | 0-0 | 2-2 | 0-0 | 2-0 | 4-1 | 2-1 |
| Juventus Managua                                           | 3-0 | 2-1  | 1-2 |     | 0-0 | 1-1 | 0-2 | 1-1 | 1-2 | 1-1 |
| Managua FC (en)                                            | 2-0 | 5-2  | 2-2 | 1-5 |     | 3-1 | 1-1 | 4-1 | 5-2 | 2-3 |
| Deportivo Ocotal (en)                                      | 1-0 | 1-1  | 0-0 | 0-1 | 1-2 |     | 0-5 | 1-2 | 2-0 | 2-3 |
| Real Estelí FC                                             | 5-2 | 1-0  | 2-0 | 2-0 | 1-0 | 2-0 |     | 0-0 | 2-0 | 1-1 |
| Real Madriz                                                | 5-0 | 1-1  | 1-2 | 1-0 | 4-2 | 3-4 | 1-0 |     | 1-3 | 0-2 |
| FC San Marcos                                              | 2-2 | 6-2  | 0-3 | 2-3 | 1-1 | 3-1 | 0-0 | 0-2 |     | 1-4 |
| Deportivo Walter Ferreti                                   | 1-1 | 10-0 | 0-0 | 0-1 | 1-0 | 1-2 | 1-3 | 5-0 | 0-0 |     |
| - Victoire à domicile - Match nul - Victoire à l'extérieur |     |      |     |     |     |     |     |     |     |     |

### La Phase Finale
Les quatre équipes qualifiées sont réparties dans un tableau final d'après leur classement général.
En cas d'égalité sur la somme des deux matchs, c'est l'équipe ayant marqué le plus de buts à extérieur qui l'emporte puis une prolongation et une séance de tirs au but ont éventuellement lieu.

#### Tableau
|  |                          |            |              |            |                |     |   |        |        |        |        |        |
|  | 1/2 finale               | 1/2 finale | 1/2 finale   | 1/2 finale | 1/2 finale     |     |   | Finale | Finale | Finale | Finale | Finale |
|  |                          |            |              |            |                |     |   |        |        |        |        |        |
|  |                          |            |              |            |                |     |   |        |        |        |        |        |
|  | Real Estelí FC           | (1)        | 6            | 4          |                |     |   |        |        |        |        |        |
|  | Real Estelí FC           | (1)        | 6            | 4          |                |     |   |        |        |        |        |        |
|  | Managua FC (en)          | (4)        | 1            | 1          |                |     |   |        |        |        |        |        |
|  | Managua FC (en)          | (4)        | 1            | 1          | Real Estelí FC | (1) | 2 | 0      |        |        |        |        |
|  |                          |            |              |            |                | (1) | 2 | 0      |        |        |        |        |
|  |                          |            | Diriangén FC | (2)        | 1              | 0   |   |        |        |        |        |        |
|  | Diriangén FC             | (2)        | Diriangén FC | (2)        | 1              | 0   | 1 | 1      |        |        |        |        |
|  | Diriangén FC             | (2)        |              |            |                |     | 1 | 1      |        |        |        |        |
|  | Deportivo Walter Ferreti | (3)        | 2            | 0          |                |     |   |        |        |        |        |        |
|  | Deportivo Walter Ferreti | (3)        | 2            | 0          |                |     |   |        |        |        |        |        |

#### Demi-finales
| Club           | Aller | Retour | Club                     | Commentaire                           |
| Real Estelí FC | 6-1   | 4-1    | Managua FC (en)          |                                       |
| Diriangén FC   | 1-2   | 1-0    | Deportivo Walter Ferreti | Qualifié grâce aux buts à l'extérieur |

#### Finale
| Match aller | Diriangén FC       | 1:2   | Real Estelí FC                        | Stade Cacique Diriangén           |                                   |
| 11 mai 2014 | José Rodríguez 74e | (0:0) | Samuel Wilson 54e · Samuel Wilson 88e | Arbitrage : William Mendoza Reyes | Arbitrage : William Mendoza Reyes |

| Match retour | Real Estelí FC | 0:1   | Diriangén FC | Stade de l'Indépendance |  |
| 17 mai 2014  |                | (0:0) | 69e          |                         |  |

## Classement cumulatif
| Rang | Équipe                   | Pts | J  | G  | N  | P  | Bp | Bc | Diff |
| ---- | ------------------------ | --- | -- | -- | -- | -- | -- | -- | ---- |
| 1    | Real Estelí FC C         | 79  | 36 | 23 | 10 | 3  | 67 | 21 | +46  |
| 2    | Diriangén FC             | 67  | 36 | 18 | 13 | 5  | 53 | 32 | +21  |
| 3    | Deportivo Walter Ferreti | 65  | 36 | 19 | 8  | 9  | 66 | 37 | +29  |
| 4    | Managua FC (en)          | 58  | 36 | 15 | 13 | 8  | 59 | 39 | +20  |
| 5    | Juventus Managua         | 43  | 36 | 10 | 13 | 13 | 45 | 51 | -6   |
| 6    | Deportivo Ocotal (en)    | 42  | 36 | 9  | 15 | 12 | 46 | 51 | -5   |
| 7    | Municipal Jalapa (en) P  | 40  | 36 | 9  | 13 | 14 | 40 | 61 | -21  |
| 8    | Real Madriz P            | 39  | 36 | 11 | 6  | 19 | 45 | 69 | -24  |
| 9    | FC San Marcos P          | 29  | 36 | 7  | 8  | 21 | 50 | 72 | -22  |
| 10   | Chinandega FC (en)       | 23  | 36 | 4  | 11 | 21 | 41 | 82 | -41  |

| Légende : Qualifications et relégations | Légende : Qualifications et relégations                                 |
| --------------------------------------- | ----------------------------------------------------------------------- |
|                                         | Ligue des champions de la CONCACAF 2014-2015 (Phase de groupes)         |
|                                         | Qualifié pour le barrage de relégation en Segunda División              |
|                                         | Relégué en Segunda División                                             |
|                                         | C Vainqueur des deux tournois de l'année P Promu de la saison 2012-2013 |

## Barrage de relégation
| Club          | Aller | Retour | Club           | Commentaire |
| FC San Marcos | 0-0   | 0-2    | Fox Villa (en) |             |

## Finale du championnat
Le Real Estelí FC ayant remporté les deux tournois saisonniers, la finale du championnat n'a pas été jouée.

## Bilan du tournoi
| Championnat du Nicaragua de football 2013-2014   |                            |
| Champion                                         | Real Estelí FC (12e titre) |
| Qualifications continentales                     |                            |
| Ligue des champions 2014-2015 (Phase de groupes) | Real Estelí FC             |
| Promotions et relégations                        |                            |
| Promus en Primera División                       | UNAN Managua (en)          |
| Promus en Primera División                       | Fox Villa (en)             |
| Relégués en Segunda División                     | FC San Marcos              |
| Relégués en Segunda División                     | Chinandega FC (en)         |

## Statistiques

### Buteurs
| Rang | Nom | Équipe | Buts |
| 1    | -   | -      | -    |
| 2    | -   | -      | -    |